# Veinte de Noviembre, Tapalapa
Veinte de Noviembre är en ort i Mexiko.   Den ligger i kommunen Tapalapa och delstaten Chiapas, i den sydöstra delen av landet, 700 km öster om huvudstaden Mexico City. Veinte de Noviembre ligger 1 314 meter över havet och antalet invånare är 202.
Terrängen runt Veinte de Noviembre är varierad. Runt Veinte de Noviembre är det ganska tätbefolkat, med 90 invånare per kvadratkilometer. Närmaste större samhälle är Ocotepec, 4,7 km sydväst om Veinte de Noviembre. I omgivningarna runt Veinte de Noviembre växer i huvudsak städsegrön lövskog.